# Шефе, Роберт
Роберт Карл Вильгельм Шефе (нем. Robert Karl Wilhelm Schefe; 23 августа 1909, Шверин, Германская империя — 1945) — немецкий юрист, оберштурмбаннфюрер СС, начальник гестапо в Лодзи и Алленштайне, руководитель айнзацкоманды 2, входившую в состав айнзацгруппы 5 в Польше.

## Биография
Роберт Шефе родился 23 августа 1909 года в Шверине. После окончания школы изучал юриспруденцию в университетах Берлина, Ростока и Йены. В 1935 году в университете Йены защитил диссертацию на тему Защита авторских прав в сфере вещания и стал доктором права.
1 апреля 1932 года вступил в НСДАП (билет № 1027861), а в феврале 1934 года был зачислен в ряды СС. В 1934 году поступил на службу в СД и в 1937 году стал работать в главном управлении СД. С сентября 1938 по февраль 1940 года он возглавлял отделение гестапо в Алленштайне. В то же время с августа по ноябрь 1939 года руководил айнзацкомандой 2, входившую в состав 5-й айнзацгруппы, которая во время Польской кампании осуществляла убийства польской интеллигенции. Подразделение Шефе следовало за 3-й армией Георга фон Кюхлера и действовало в сентябре и октябре 1939 года в Моронге и Венгруве. В 1940 году «За особые заслуги» был награждён железным крестом 2-го класса. С весны 1940 по январь 1942 года был начальником гестапо в польском городе Лодзь. На этой должности был ответственен за депортацию евреев в концлагерь Хелмно. Затем до марта 1943 года был представителем руководителя группы V A (Отделение имперской криминальной полиции) в Главном управлении имперской безопасности Пауля Вернера и также представителем Артура Небе. В конце 1942 года принимал участие в разработке закона об обращении с иностранцами.
Впоследствии Шефе был руководителем уголовной полиции Берлина. Во время битвы за Берлин он создал комиссариат по расследованию убийств в связи с обнаружением 23 апреля 1945 года в одном из берлинских парков восьми трупов. После того как стало ясно, что погибшие были убиты гестапо из тюрьмы на Лертерштрассе, расследование закончилось.
Шефе вероятнее всего погиб в ходе Берлинского сражения. Земельный суд Вены 31 мая 1945 года объявил его умершим.